# Les Roches Percées
Les Roches Percées es una isla deshabitada en el archipiélago de Îles des Saintes, una dependencia del departamento de ultramar francés de Guadalupe, que incluye la comuna (municipio) de Terre-de-Haut. Se encuentra a menos de 15 m (0.0093 millas) de la playa de Pompierre en el noreste de la isla de Terre-de-Haut y mide unos 100 m (0,062 millas) de largo por 20 m (0,012 millas) de ancho. Cierra la bahía de Pompierre y ofrece solo dos pasos hacia el océano Atlántico, llamados Paso Grande y Paso Pequeño. La isla es fácilmente accesible, una lengua de arena blanca y la poca profundidad del agua permite el cruce con facilidad por el paso llamado Petite Passe.